# Ruda nad Moravou
Ruda nad Moravou (niem. Eisenberg) – gmina w Czechach, w powiecie Šumperk, w kraju ołomunieckim. Według danych z dnia 1 stycznia 2012 liczyła 2584 mieszkańców.
Położona jest nad rzeką Morawą. Na terenie gminy znajduje się m.in. renesansowy pałac z XVII wieku.
Dzieli się na sześć części:
- Ruda nad Moravou
- Bartoňov
- Hostice
- Hrabenov
- Radomilov
- Štědrákova Lhota